# Нитрид титана
Нитри́д тита́на — бинарное химическое соединение титана с азотом.
Представляет собой фазу внедрения с широкой областью гомогенности, которая составляет от 14,8 до 22,6 % азота (по массе), что можно обозначить брутто-формулами от Ti10N6 до TiN соответственно.

## Физические свойства
Нитрид титана представляет собой материал жёлто-коричневого цвета, а в компактном состоянии приобретает золотистую окраску.
Имеет кубическую гранецентрированную решётку типа NaCl, пространственная группа  Fm3m, с периодом а  = 0,4235 нм.
- Удельное электрическое сопротивление 40 мкОм∙см.
- Коэффициент линейного теплового расширения 9,35∙10−6 1/K (25-1100 °C)
- Микротвердость 2050 кгc/мм2 .
- Модуль упругости 25600 кг/мм2[2].

## Получение
Нитрид титана можно получить одним из следующих способов.
- Азотированием титана (непосредственным насыщением азотом):

Процесс азотирования проводят обычно при температуре выше 1100 °C в среде азота или диссоциированного аммиака. Для этой цели используют титан в виде порошка или стружки. Чистый порошок титана может быть заменён гидридом титана;
- Взаимодействием тетрахлорида титана со смесью азота и водорода:

В основе этого способа лежит реакция:
{\displaystyle {\ce {2TiCl4 + 2NH3 -> 2TiN + 6HCl + Cl2}}}
которую проводят при температуре выше 1000 °C. Также образующийся нитрид титана можно осадить на вольфрамовую нить, нагретую до температуры 1400—2000 °C;
- Разложением аминохлоридов титана:

{\displaystyle {\ce {TiCl4.4NH3 -> TiN + HCl + NH3}}}
Аминохлорид титана разлагается с образованием промежуточного продукта TiNCl, нагрев которого до температуры 1000 °C приводит к образованию свободного от хлора нитрида титана;
- Восстановлением оксида титана углеродом в среде азота:

В основе процесса лежит реакция:
{\displaystyle {\ce {2TiO2 + 4C + N2 -> 2TiN + 4CO}}}
С увеличение температуры процесса восстановления с 1000 °C до 1700 °C выход нитрида титана увеличивается, но при этом в продуктах реакции наблюдается появление карбида титана. Этот способ весьма пригоден для получения технически чистого нитрида титана в больших количествах, используемого для изготовления огнеупоров;
- Синтезом в плазме:

Как исходный продукт для получения нитрида титана может быть использован TiCl4 или порошок титана, который подают в струю плазмы генерируемую СВЧ-плазмотроном. Плазмообразующим газом является азот. Порошки полученные этим способом могут иметь размеры от 10 нм до 100 нм;
- Самораспространяющимся высокотемпературным синтезом:

Суть способа заключается в химической реакции титана с азотом, которая происходит с выделением тепла. Процесс ведут в герметическом реакторе, в котором процесс самопроизвольного горения инициируют нагревом контейнера, заполненного азотом и порошком титана.

## Химические свойства
Нитрид титана устойчив к окислению на воздухе до 700—800 °C, при этих же температурах сгорает в токе кислорода:
{\displaystyle {\ce {2TiN + 2O2 -> 2TiO2 + N2}}}.
При нагреве до 1200 °C в среде водорода или в смеси азота и водорода нитрид титана инертен.
Нитрид титана стехиометрического состава проявляет стойкость к CO, но медленно реагирует с CO2 по реакции:
{\displaystyle {\ce {2TiN + 4CO2 -> 2TiO2 + 4CO + N2}}}.
Реагирует на холоде с фтором:
{\displaystyle {\ce {2TiN + 4F2 -> 2TiF4 + N2}}}.
Хлор не взаимодействует с нитридом титана до 270 °C, но реагирует с ним при температурах свыше 300—400 °C:
{\displaystyle {\ce {2TiN + 4Cl2 -> 2TiCl4 + N2}}}.
При температуре 1300 °C хлороводород взаимодействует с {\displaystyle {\ce {TiN}}} с образованием газообразных хлоридов титана и азота с водородом.
Взаимодействует с дицианом образуя карбонитрид титана:
{\displaystyle {\ce {10TiN + (CN)2 -> 2Ti5N4C + 2N2}}}.
При комнатной температуре, по отношению к серной, соляной, фосфорной, хлорной кислотам, а также к смесям хлорной и соляной, щавелевой и серной кислот, нитрид титана является стойким соединением. Кипящие кислоты (соляная, серная и хлорная) слабо взаимодействуют с {\displaystyle {\ce {TiN}}}. На холоде малоустойчив против растворов гидроксида натрия. Взаимодействует с азотной кислотой, а в присутствии сильных окислителей растворяется плавиковой кислотой.
Нитрид титана является стойким к действию расплавов олова, висмута, свинца, кадмия и цинка. При высокой температуре разрушается оксидами железа (Fe2O3), марганца (MnO), кремния (SiO2) и стеклом.

## Применение

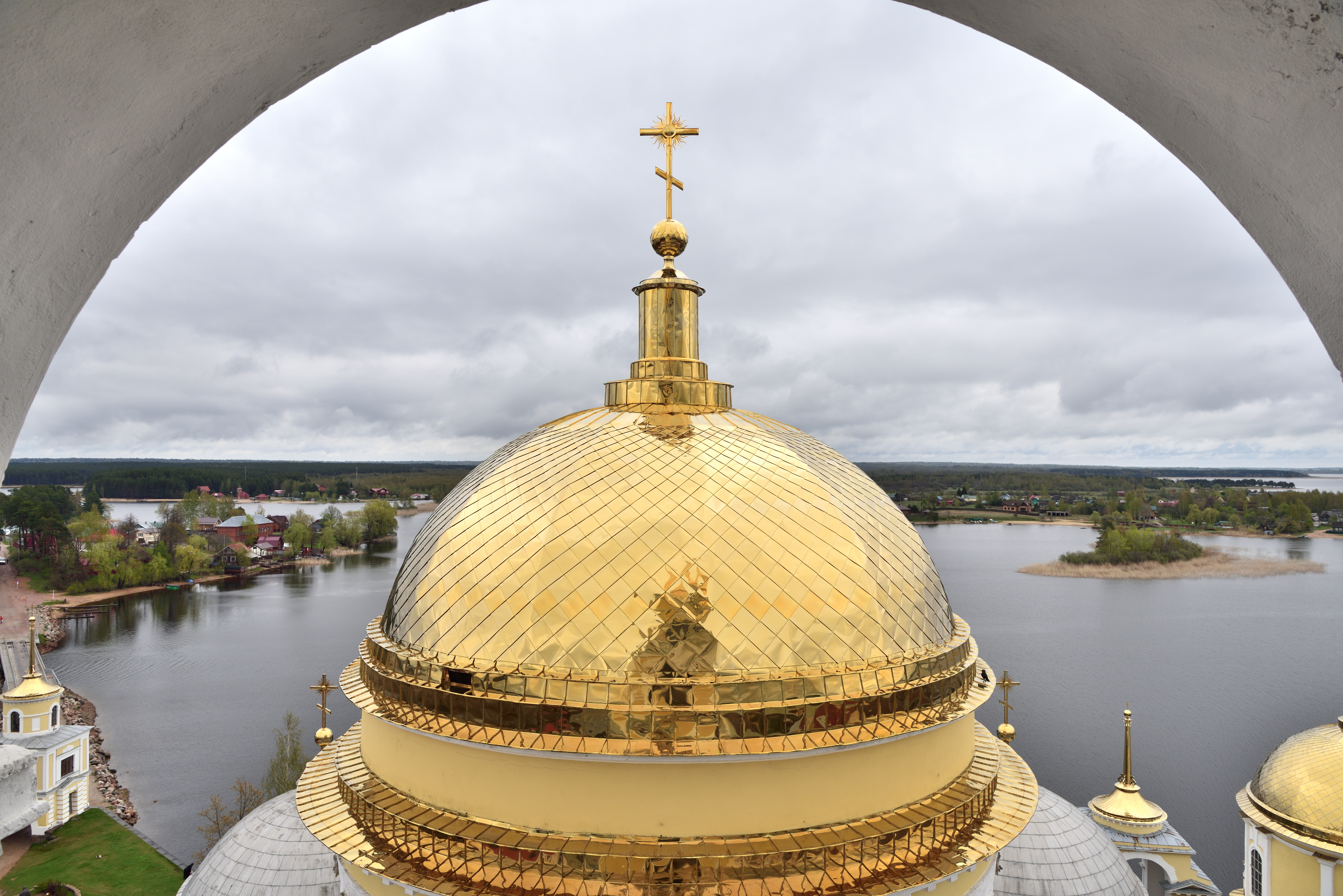
Купол Соборного храма во имя Богоявления Господня Ниловой пустыни, покрытый металлическими листами с нанесённым нитридом титана

Применяется как жаропрочный материал, в частности, из него делают тигли для плавки металлов в бескислородной атмосфере.
В металлургии это соединение встречается в виде относительно крупных (единицы и десятки микрон) неметаллических включений в сталях, легированных титаном. Такие включения имеют на шлифах, как правило, форму квадратов и прямоугольников, их легко идентифицировать методом металлографического анализа. Такие крупные частицы нитрида титана, образующиеся из расплава, приводят к ухудшению качества литого металла.
Нитрид титана используется для создания износостойких покрытий металлорежущего инструмента.
Используется в микроэлектронике в качестве диффузионного барьера совместно с медной металлизацией и др.
Также нитрид титана применяется в качестве износостойкого и декоративного покрытия. Изделия, покрытые им, по внешнему виду похожи на золото и могут иметь различные оттенки, в зависимости от соотношения металла и азота в соединении. Нанесение покрытия из нитрида титана производится в специальных камерах термодиффузионным методом. При высокой температуре титан и азот реагируют вблизи поверхности покрываемого изделия и диффундируют в саму структуру металла.
Соединение не используется для покрытия электрических контактов.
Напыление из нитрида титана используют для покрытия зубных коронок, имитирующих золотые, и зубных мостов.